# Мандри, Рене
Рене Мандри (эст. Rene Mandri, род. 20 января 1984, Йыгева) — эстонский шоссейный велогонщик.

## Карьера
2005 год начинал во французской команде EC St-Etienne Loire. Летом завоевал титул чемпиона Эстонии в групповой гонке U23. А в к конце это же года становится стажёром в команде Ag2r Prévoyance. На следующий год выступал за Auber 93, стал вторым на чемпионате Европы в групповой гонке U23
В 2007 году заключил контракт Ag2r Prévoyance, проведя в ней четыре сезона. В её составе трижды принял участие на гранд-турах. Сначала на дебютной, которой была Вуэльта Испании в 2007 году, занял 24-е место. Затем были два участие на Джиро д'Италия, которые в обоих случаях ему не удалось закончить.
В 2011 году на два сезона перешёл в британскую команду Endura Racing в составе которой выиграл этап и стал вторым на Туре Бретани
В 2012 году был включён в состав сборной Эстонии для участия в летних Олимпийских играх в Лондоне. На Играх выступил в групповой гонке, заняв 50-е место и уступив 40 секунд победителю Александру Винокурову.
Заканчивал карьеру в 2013-2014 года снова в команде EC St-Etienne Loire.После окончании гоночной карьеры стал спортивным директором.

## Достижения
2002
4-й и 5-й этапы на Saaramea Velotuur
3-й на Saaramea Velotuur
2004
Bourg-Arbent-Bourg
2-й на Circuit des vins du Blayais
3-й на Cinq jours des As-de-Provence
2005
 Чемпион Эстонии — групповая гонка U23
Grand Prix de Saint-Etienne Loire
Tour du Pays Roannais
2-й на Tour de Franche-Comté
2-й на Circuit des monts du Livradois
2-й на Tour Nivernais Morvan
2-й на Tour du lac Léman
2-й на Чемпионат Эстонии — групповая гонка U23
3-й на Grand Prix de Charvieu-Chavagneux
2006
Monts du Luberon-Trophée Luc Leblanc
2-й на Чемпионат Европы — групповая гонка U23
2011
Тур Бретани
2-й в генеральной классификации
2-й этап
2-й на Гран-при Тарту
2012
Гран-при Тарту
3-й этап на Вуэльта Леона
3-й на Гран-при Риги
3-й на Чемпионат Эстонии — индивидуальная гонка
2013
2-й этап на Tour du Pays Roannais
3-й на Rhône-Alpes Isère Tour

## Статистика выступлений
| Гранд-туры      |      |      |      |
| Гонка           | 2007 | 2008 | 2010 |
| Джиро д'Италия  | —    | DNF  | DNF  |
| Тур де Франс    | —    | —    | —    |
| Вуэльта Испании | 24   | —    | —    |

## Рейтинги
| Год                 | 2011  | 2012  | 2013  |
| ------------------- | ----- | ----- | ----- |
| Европейский тур UCI | 130-й | 114-й | 495-й |
|                     |       |       |       |
| Источник: UCI       |       |       |       |